# Araneus compsus
Araneus compsus este o specie de păianjeni din genul Araneus, familia Araneidae. A fost descrisă pentru prima dată de G.G. Soares și Camargo, 1948. Conform Catalogue of Life specia Araneus compsus nu are subspecii cunoscute.